# Phasiops flavus
Phasiops flavus là một loài ruồi trong họ Tachinidae.